# NGC 6524
NGC 6524 is een elliptisch sterrenstelsel in het sterrenbeeld Hercules. Het hemelobject werd op 22 oktober 1886 ontdekt door de Amerikaanse astronoom Lewis A. Swift.

## Synoniemen
- UGC 11079
- MCG 8-33-5
- ZWG 254.6
- KARA 841
- IRAS 17578+4553
- PGC 61221